# جنيفر فيرغسون
جنيفر فيرغسون (بالإنجليزية: Jennifer Ferguson)‏ هي مغنية مؤلفة جنوب أفريقية، ولدت في القرن العشرين في Ermelo, South Africa ‏ في جنوب أفريقيا.